# Escaneamento 3D

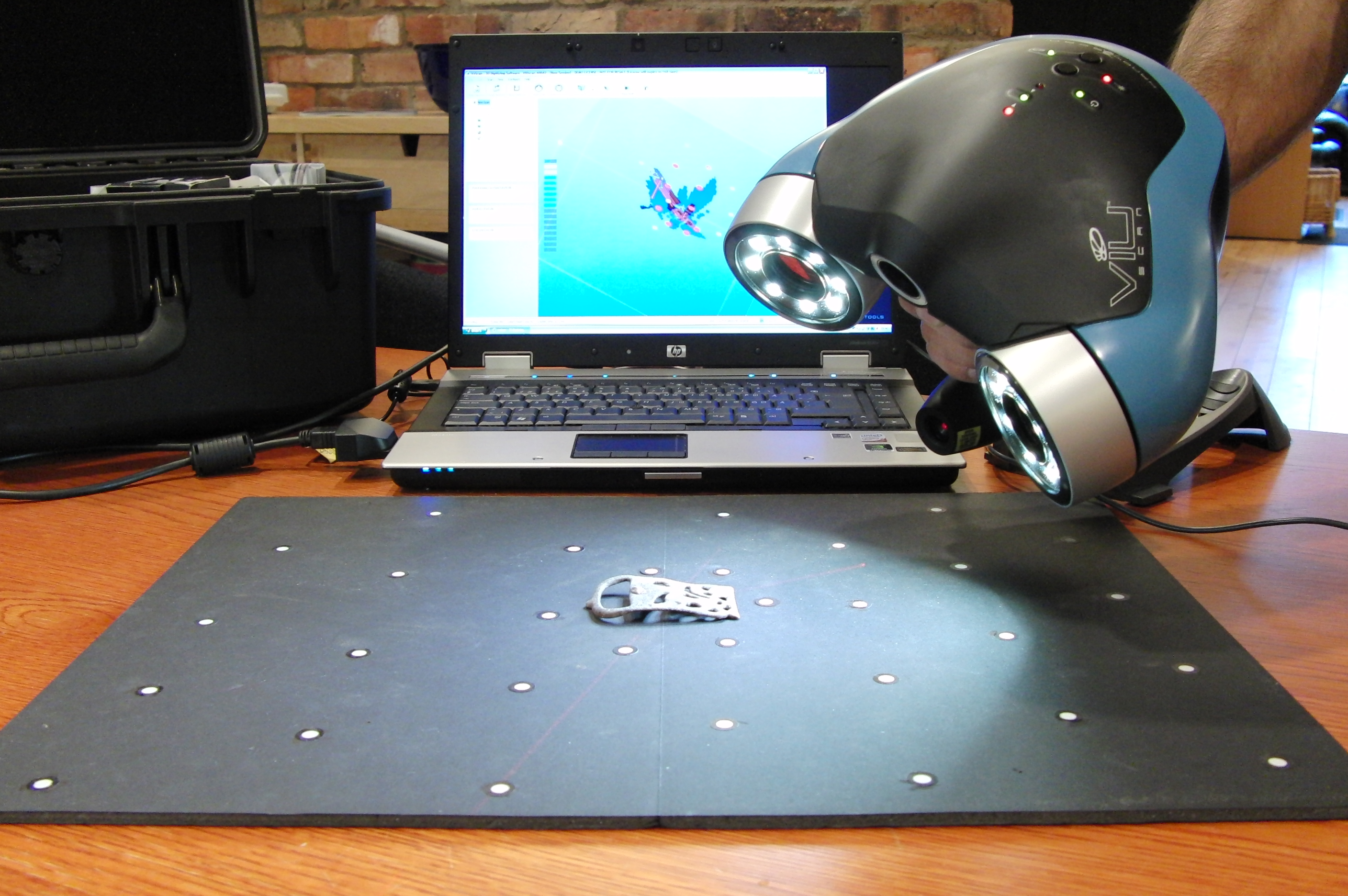
Fazendo um modelo 3D de uma fivela de cinto Viking usando um scanner a laser VIUscan 3D portátil.

O Escaneamento 3D é o processo de análise de um objecto ou ambiente do mundo real para recolher dados sobre a sua forma, e possivelmente a sua aparência . Os dados recolhidos podem então ser utilizados para construir modelos digitais em 3D.
Scanner 3D se classificam em scanner contato e não contato, onde pode ter seus vantagem e desvantagens. Scanner 3D não contato é mais comum hoje em dia, porem pode ter dificuldades com objetos transparentes ou refletivos, Por exemplo, a digitalização de tomografia computorizada industrial e os scanners 3D de luz estruturada podem ser utilizados para construir modelos digitais 3D
Aplicação dos dados gerado pelo scanner 3D pode ser utilizado na realidade virtual, realidade aumentada, captura de movimento, reconhecimento de gestos, mapeamento robótico, design industrial, órteses e próteses, engenharia reversa e prototipagem, qualidade controle / inspeção e digitalização de artefatos culturais.

## Funcionalidade

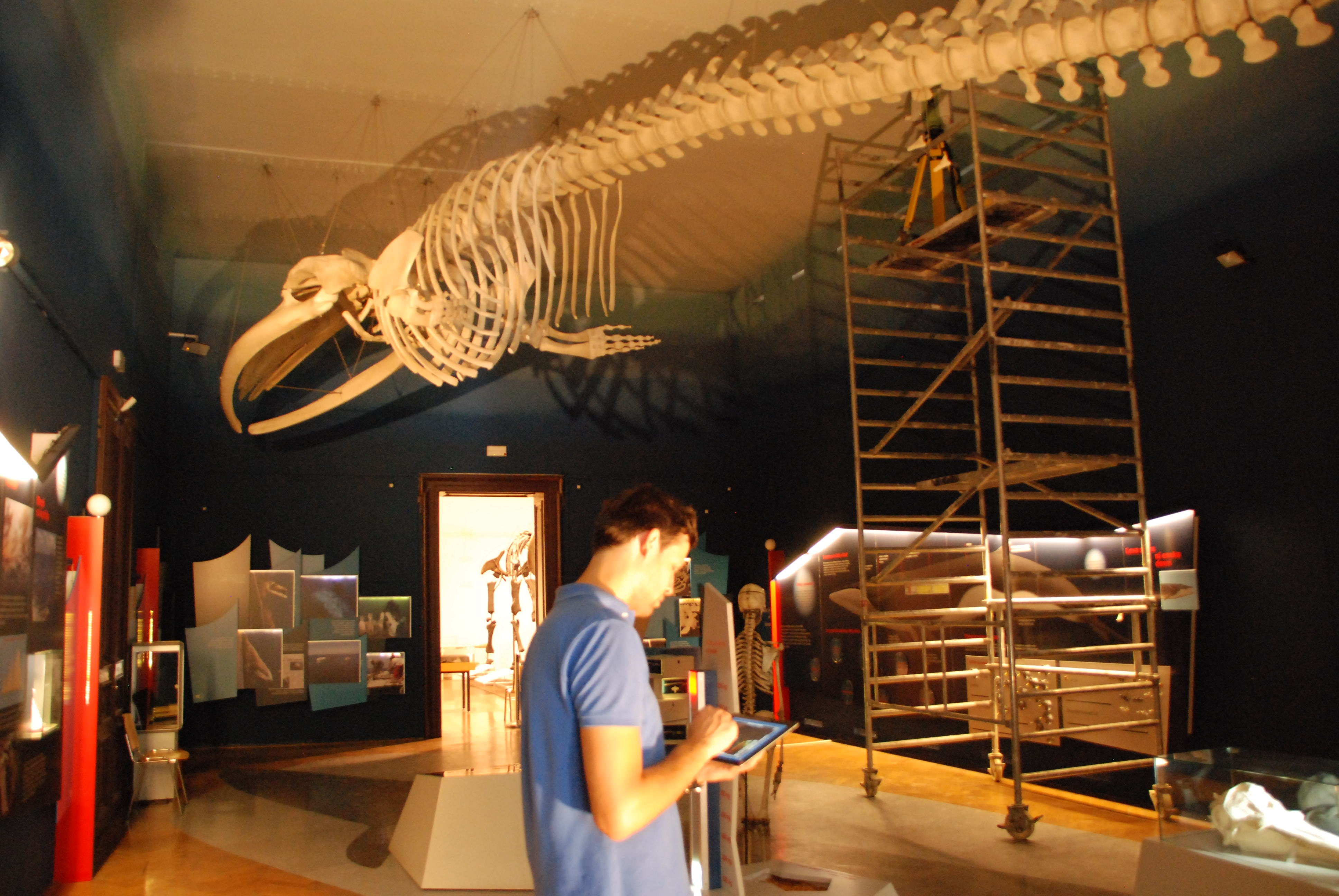
Digitalização 3D de um esqueleto de baleia-comum no Museu de História Natural da Eslovênia (agosto de 2013)

O objetivo de um scanner 3D é geralmente criar um modelo 3D. Este modelo 3D consiste de uma nuvem de pontos de amostras geométricas na superfície do sujeito. Estes pontos podem então ser utilizados para extrapolar a forma do sujeito (um processo chamado reconstrução). Se a informação das cores for recolhida em cada ponto, então as cores na superfície do sujeito também podem ser determinadas.
Normalmente precisa de mais de uma varredura de digitalização para gerar um arquivo completo de modelo 3D, trazendo esses dados para um  sistema de referência comum, um processo geralmente chamado de alinhamento ou registro, e depois mescladas para criar um modelo 3D completo. Todo esse processo, que vai do mapa de faixa única ao modelo inteiro, é geralmente conhecido como o pipeline de digitalização 3D.

## Tecnologia
Scanner 3D se classificam em scanner contato e não contato, onde pode ter seus vantagem e desvantagens. As soluções sem contato podem ser divididas em duas categorias principais, ativa e passiva. Há uma variedade de tecnologias que se enquadram em cada uma dessas categorias.

### Contato

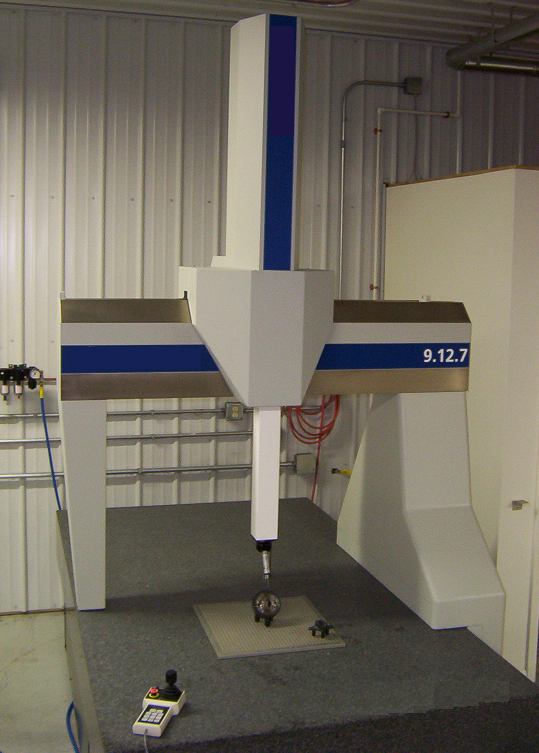
Uma máquina de medição por coordenadas com braços perpendiculares rígidos

Os scanners 3D de contato normalmente utilizam um sensor de toque para realizar o processo de medição com precisão. passando de ponto em ponto para obter dados de distância e volume dos objetos
O mecanismo do scanner pode ter três formas diferentes:
- Um sistema de carruagem com braços rígidos mantidos firmemente em relação perpendicular e cada eixo a deslizar ao longo de uma via. Tais sistemas funcionam melhor com formas de perfil plano ou simples superfícies curvas convexas.
- Um braço rígido e sensores angulares de alta precisão. A localização da extremidade do braço envolve matemática complexa calculando o ângulo de rotação do pulso e o ângulo das dobradiças de cada articulação. Isto é ideal para sondar em fendas e espaços interiores com uma pequena abertura de boca.
- Uma combinação de ambos os métodos pode ser utilizada, tal como um braço articulado suspenso, para mapear grandes objetos com cavidades interiores ou superfícies sobrepostas.

Uma CMM ( máquina de medição por coordenadas ) é um exemplo de scanner 3D de contato. É usado principalmente na fabricação e pode ser muito preciso. A desvantagem dos CMMs, porém, é que eles requerem contato com o objeto que está sendo verificado. Assim, o ato de escanear o objeto pode modificá-lo ou danificá-lo. Esse fato é muito significativo ao digitalizar objetos delicados ou valiosos, como artefatos históricos. A outra desvantagem dos CMMs é que eles são relativamente lentos em comparação com os outros métodos de digitalização. Mover fisicamente o braço em que a sonda está montada pode ser muito lento e as CMMs mais rápidas podem operar apenas em algumas centenas de hertz. Em contraste, um sistema óptico como um scanner a laser pode operar de 10 a 500 kHz.

### Não-contato
Os scanners Não-contatos emitem algum tipo de radiação ou luz e detectam o seu reflexo ou radiação que passa através do objecto a fim de sondar um objecto ou ambiente. Os possíveis tipos de emissões utilizados incluem luz, ultra-som ou raio-x.

## Aplicação para bens culturais
Em arqueologia e assitriologia, muitos pequenos achados são registados em 3D, analisados e publicados como conjuntos de dados gratuitos.O software gratuito de Open Source GigaMesh é utilizado principalmente para este fim.